# Стодвадцатиячейник
| Стодвадцатиячейник                                                                      | Стодвадцатиячейник               |
| --------------------------------------------------------------------------------------- | -------------------------------- |
| Диаграмма Шлегеля: проекция (перспектива) стодвадцатиячейника в трёхмерное пространство |                                  |
| Тип                                                                                     | Правильный четырёхмерный политоп |
| Символ Шлефли                                                                           | {5,3,3}                          |
| Ячеек                                                                                   | 120                              |
| Граней                                                                                  | 720                              |
| Рёбер                                                                                   | 1200                             |
| Вершин                                                                                  | 600                              |
| Вершинная фигура                                                                        | Правильный тетраэдр              |
| Двойственный политоп                                                                    | Шестисотячейник                  |

Пра́вильный стодвадцатияче́йник, или просто стодвадцатияче́йник — один из шести правильных многоячейников в четырёхмерном пространстве. Известен также под другими названиями: гекатоникосахор (от др.-греч. ἑκατόν — «сто», εἴκοσι — «двадцать» и χώρος — «место, пространство»), гипердодека́эдр (поскольку является четырёхмерным аналогом додекаэдра), додекаплекс (то есть «комплекс додекаэдров»), полидодека́эдр. Двойственен шестисотячейнику.
Открыт Людвигом Шлефли в середине 1850-х годов. Символ Шлефли стодвадцатиячейника — {5,3,3}.
Все 9 его звёздчатых форм — правильные звёздчатые многоячейники. Из 10 правильных звёздчатых многоячейников лишь один не является звёздчатой формой стодвадцатиячейника.

## Описание
Ограничен 120 трёхмерными ячейками — одинаковыми додекаэдрами. Угол между двумя смежными ячейками равен в точности {\displaystyle 144^{\circ }.}
Его 720 двумерных граней — одинаковые правильные пятиугольники. Каждая грань разделяет 2 примыкающие к ней ячейки.
Имеет 1200 рёбер равной длины. На каждом ребре сходятся по 3 грани и по 3 ячейки.
Имеет 600 вершин. В каждой вершине сходятся по 4 ребра, по 6 граней и по 4 ячейки.

## В координатах
Стодвадцатиячейник можно разместить в декартовой системе координат так, чтобы:
- координаты 24 его вершин были всевозможными перестановками чисел {\displaystyle (0;0;\pm 2;\pm 2);}

- координаты 64 вершин — всевозможными перестановками {\displaystyle (\pm 1;\pm 1;\pm 1;\pm {\sqrt {5}});}

- координаты 64 вершин — всевозможными перестановками {\displaystyle (\pm \Phi ^{-2};\pm \Phi ;\pm \Phi ;\pm \Phi ),} где {\displaystyle \Phi ={\frac {1+{\sqrt {5}}}{2}}} — отношение золотого сечения;

- координаты 64 вершин — всевозможными перестановками {\displaystyle (\pm \Phi ^{-1};\pm \Phi ^{-1};\pm \Phi ^{-1};\pm \Phi ^{2});}

- координаты 96 вершин — всевозможными чётными перестановками {\displaystyle (0;\pm \Phi ^{-2};\pm 1;\pm \Phi ^{2});}

- координаты 96 вершин — всевозможными чётными перестановками {\displaystyle (0;\pm \Phi ^{-1};\pm \Phi ;\pm {\sqrt {5}});}

- координаты остальных 192 вершин — всевозможными чётными перестановками {\displaystyle (\pm \Phi ^{-1};\pm 1;\pm \Phi ;\pm 2).}

Начало координат {\displaystyle (0;0;0;0)} будет при этом центром симметрии многоячейника, а также центром его вписанной, описанной и полувписанных трёхмерных гиперсфер.

## Метрические характеристики
Если стодвадцатиячейник имеет ребро длины {\displaystyle a,} то его четырёхмерный гиперобъём и трёхмерная гиперплощадь поверхности выражаются соответственно как
{\displaystyle V_{4}={\frac {15}{4}}\left(105+47{\sqrt {5}}\right)a^{4}\approx 787{,}8569810a^{4},}
{\displaystyle S_{3}=30\left(15+7{\sqrt {5}}\right)a^{3}\approx 919{,}5742753a^{3}.}
Радиус описанной трёхмерной гиперсферы (проходящей через все вершины многоячейника) при этом будет равен
{\displaystyle R={\frac {1}{2}}\left({\sqrt {10}}+3{\sqrt {2}}\right)a\approx 3{,}7024592a,}
радиус внешней полувписанной гиперсферы (касающейся всех рёбер в их серединах) —
{\displaystyle \rho _{1}={\frac {1}{2}}\left({\sqrt {15}}+2{\sqrt {3}}\right)a\approx 3{,}6685425a,}
радиус внутренней полувписанной гиперсферы (касающейся всех граней в их центрах) —
{\displaystyle \rho _{2}={\sqrt {{\frac {1}{10}}\left(65+29{\sqrt {5}}\right)}}\;a\approx 3{,}6034146a,}
радиус вписанной гиперсферы (касающейся всех ячеек в их центрах) —
{\displaystyle r={\frac {1}{4}}\left(7+3{\sqrt {5}}\right)a\approx 3{,}4270510a.}